# Kelly's Heroes
Kelly's Heroes (Các anh hùng của Kelly) là một bộ phim lấy đề tài về Chiến tranh thế giới thứ hai được phát hành năm 1970.

## Nội dung phim
Bộ phim kể về Trung úy Kelly (Clint Eastwood), người chỉ huy một trung đội trinh sát Mỹ trong Chiến tranh thế giới thứ hai, nhờ khai thác tin tức từ một đại tá Đức bị bắt làm tù binh đã biết được kế hoạch chở vàng từ Pháp về Đức. Không bỏ qua cơ hội, anh cùng một số đồng đội đã bí mật xâm nhập phòng tuyến của quân Đức để lấy 14000 thoi vàng của Đức Quốc xã trị giá 16.000.000 USD trước khi chúng kịp chuyển số vàng này về Berlin với ước mơ trở thành triệu phú.